# Boo
Boo ([bo:], 'бу' ) — объектно-ориентированный язык программирования с сильной статической типизацией для платформы .NET. Появился в 2003 году. Является компилируемым подмножеством Python. Транслятор Boo разрабатывается с открытой лицензией и является студенческим проектом. Язык поддерживает следующие возможности: вывод типов, генераторы, мультиметоды, опциональную утиную типизацию, макросы, настоящие замыкания, карринг, функции первого класса.
Boo, в отличие от СPython и IronPython, чьим гибридом является его синтаксис — не является динамически-типизированным по умолчанию. Это может быть изменено заданием определенных опций компилятора.

## Примеры
Для начала «Привет мир»
```
 
print
(
"Hello "
)

 
print
 
"world"

 
System
.
Console
.
WriteLine
(
"!!!"
)

```

Пример функции. Первое отличие от интерпретируемых реализаций Python: отсутствие динамической типизации.
```
 
def
 
factorial
(
n
 
as
 
ulong
)
 
as
 
ulong
:

     
if
 
n
 
==
 
1
:

         
return
 
1

     
else
:
    

         
return
 
n
 
*
 
factorial
(
n
 
-
 
1
)

```

## Применение
Язык программирования Boo использовался в проекте Unity до версии 5 для создания компьютерных игр для платформ Windows, Mac OS X, Wii, IOS, Android.